# Cheminas
Cheminas – miejscowość i gmina we Francji, w regionie Owernia-Rodan-Alpy, w departamencie Ardèche.
Według danych na rok 1990 gminę zamieszkiwały 193 osoby, a gęstość zaludnienia wynosiła 21 osób/km² (wśród 2880 gmin regionu Rodan-Alpy Cheminas plasuje się na 1434. miejscu pod względem liczby ludności, natomiast pod względem powierzchni na miejscu 1186).